# Raymond Pelez
Pour les articles homonymes, voir Pelez.
Jean Louis Raymond Pelez Fernandez de Cordova, dit Raymond Pelez, né à Cordoue en 1815 et mort à Paris 18e le 22 septembre 1874, est un dessinateur et illustrateur espagnol.

## Biographie
Raymond Pelez est le frère du peintre Fernand Pelez de Cordova et le père des peintres Fernand Pelez (1848-1913) et Raymond Pelez dit Chalumeau (1838-1894).

## Illustrations
- Le Prisme : encyclopédie morale du dix-neuvième siècle, d'Honoré Daumier, 1841[3].
- Première impression du salon de 1843, 1843, Harvard Art Museum[4].
- Salon de 1846, 1846, de Charles Baudelaire[5],[6],[7].
- Des jeunes élèves et leur maître dans une classe, 1854[8].
- Les Français peints par eux-mêmes, Volume 1, de Paul Gavarni, Honoré de Balzac, Emile Gigault De La Bédollière, Jean-Louis-Ernest Meissonier, 1860[9].
- Les Français peints par eux-mêmes, Volume 3, 1876-1878[10].